# Nicolaas Tates
Nicolaas Tates   (Zaandam, 5 de maig de 1915 - Zaandam, 25 de desembre de 1990) fou un piragüista neerlandès que va competir durant la dècada de 1930.
El 1936 va prendre part en els Jocs Olímpics de Berlín on, fent parella amb Wim van der Kroft, guanyà la medalla de bronze en la competició del K-2, 1.000 metres del programa de piragüisme.